# Дистанция (горный туризм)
Дистанция горная — дисциплина в спортивном горном туризме, соревнования по которой происходят в преодолении дистанций, проложенных в природной среде или на искусственном рельефе.

## Описание
Соревнования проходят в связках (мужские, женские, командные). Соревнование в спортивных дисциплинах с участием «связок» означает, что одновременно 2-3 участника связки проходят дистанцию, взаимодействуя между собой, используя тактические и технические приёмы, обеспечивающие их совместное прохождение дистанции. Соревнования в группах проходят 4 и более участников.
По характеру зачёта результатов:
- Личные (результаты засчитываются отдельно каждому участнику)
- Лично-командные (результаты засчитываются каждому участнику и командам)
- Командные (результаты засчитываются командам, при общем времени старта членов команды)

Спортивные дисциплины включены во Всероссийский реестр видов спорта под номерами:
- «Дистанция — горная — связка» — 0840101411Я
- «Дистанция — горная — группа» — 0840211411Я

В отличие от дисциплины «маршрут горный», соревнования по «дистанция горная» могут проходить в закрытых помещениях, например, на скалодроме.

## Соревнования
Региональными федерациями спортивного туризма и клубами спортивного туризма проводятся ежегодные соревнования в дисциплине — дистанция-горная. Часто соревнования по горному туризму совмещаются по данной дисциплине с другими видами спортивного туризма: водным, спелео, велосипедным и другими.